# Berlepsch (ród)

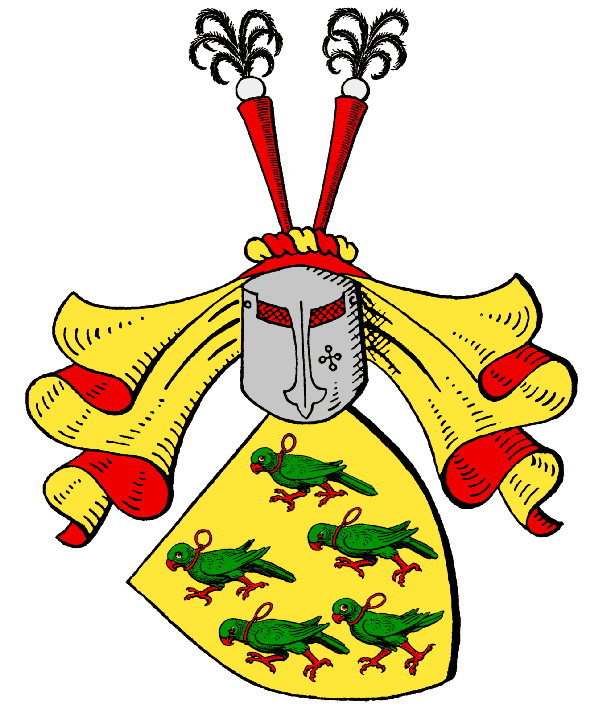
Herb rodowy rodziny von Berlepsch

von Berlepsch – niemiecka rodzina szlachecka wywodząca się z Hesji. Od 1369 r. należał do niej tytuł dziedzicznych podskarbich Hesji.

## Dzieje
Według tradycji wywodzą się z terenów Węgier, a do Niemiec przybyli za czasów cesarza Ottona I. Pierwsza wzmianka miejsca Berleibsin (dzisiaj Barlissen koło Jühnde) pochodzi z dokumentu wystawionego 25 lutego 1233 r. Członkowie rodziny Berlepsch w XVI i XVII wieku dzierżyli bardzo wpływowe godności kanoników i dziekana katedralnego w Naumburgu. W XVII wieku niektórzy z nich otrzymali tytuł baronów cesarstwa. W 1869 r. król pruski Wilhelm I Hohenzollern nadał Karolowi von Berlepschowi tytuł pruskiego hrabiego. Tytuł ten był dziedziczny i posiadany przez właściciela rodowego majoratu Berlepsch. W 1878 r. wszyscy pozostali potomkowie Karola otrzymali tytuł pruskich baronów.

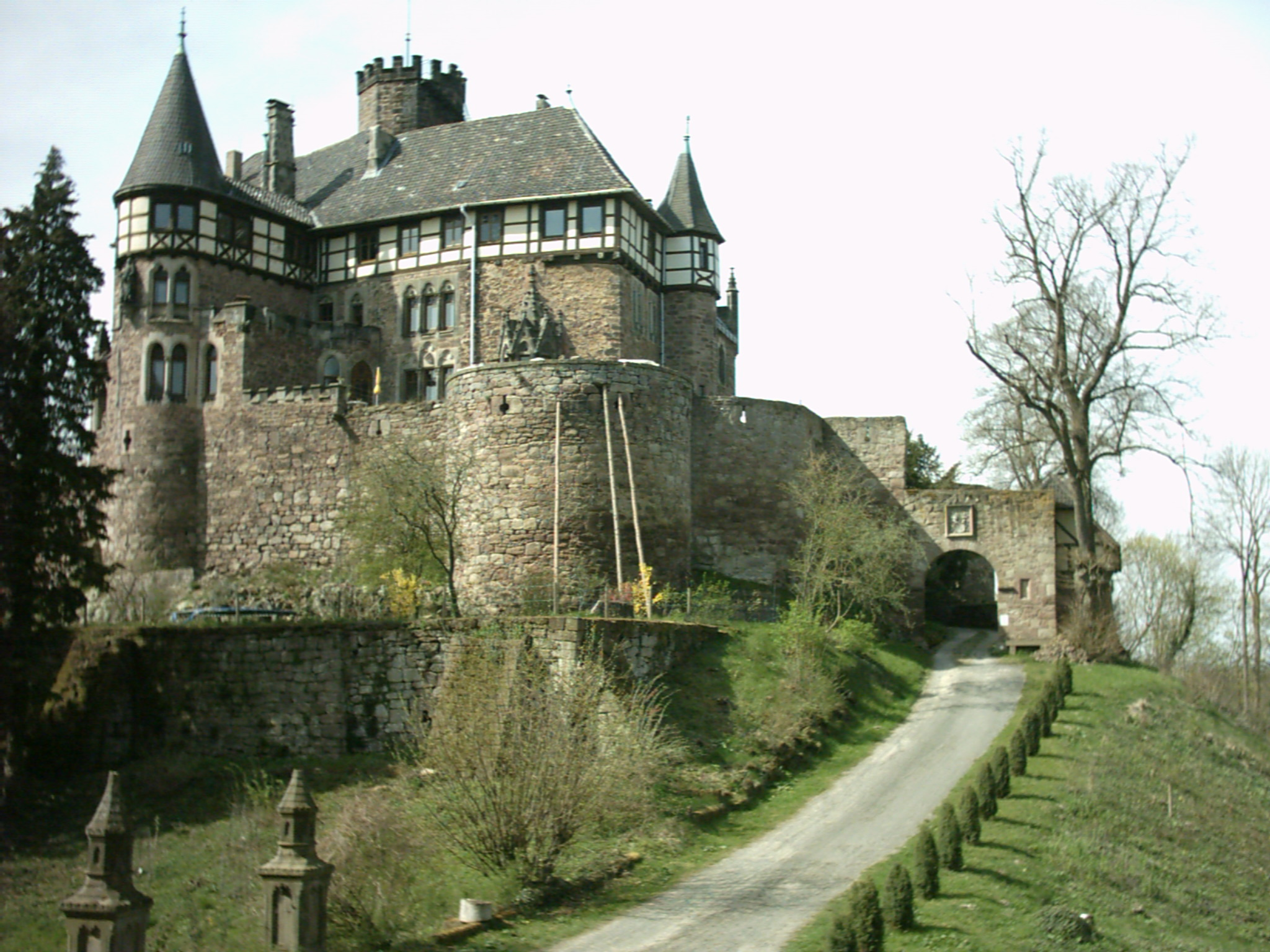
Zamek Berlepsch

## Przedstawiciele rodu
- Hans von Berlepsch (ok. 1480–1533), zarządca zamku Wartburg w czasie, gdy schronił się tam Marcin Luter.
- Caspar von Berlepsch, zarządca na dworze księcia elektora i arcybiskupa Moguncji w Eichsfeld (1567–1574)
- Otto Wilhelm von Berlepsch (1618–1683), generał saski.
- baron Fryderyk Ludwik von Berlepsch (1749–1818), hanowerski sędzia dworski, radca krajowy i skarbowy, publicysta, prawnik.
- Emilia von Berlepsch (z domu von Oppel; 1755–1830), niemiecka pisarka.
- Karolina von Berlepsch (1820–1877), hrabina von Berg, trzecia, morganatyczna małżonka księcia elektora Hesji-Kassel Wilhelma II.
- baron August von Berlepsch (1815–1877), twórca nowoczesnego pszczelarstwa
- baron Hans Hermann von Berlepsch (1843–1926), pruski minister, prawnik, polityk, reformator socjalny.
- Hans Edward von Berlepsch-Valendas (1849–1921), szwajcarski architekt i malarz
- hrabia Hans von Berlepsch (1850–1915), ornitolog, badacz i naukowiec
- hrabia Karl von Berlepsch (1882–1955), poeta i pisarz
- baron Tilo von Berlepsch (1913–1991), aktor

## Literatura
- hasło Berlepsch, w: Neue Deutsche Biographie, Bd 2 (Behaim – Bürkel), Berlin 1957, s.94
- Schloss Berlepsch, w: A. Duncker, Die ländlichen Wohnsitze, Schlösser und Residenzen..., Band 15, Karta 891 (pdf).